# Ochna thomasiana
Espèce
Classification phylogénétique
Ochna thomasiana est une espèce de plantes à fleurs de la famille des Ochnaceae. C'est un arbre originaire de l'Afrique de l'Est.

## Synonymes
- Ochna kirkii

## Description

Ochna thomasia, au Jardin botanique de la reine Sirikit, en Thaïlande
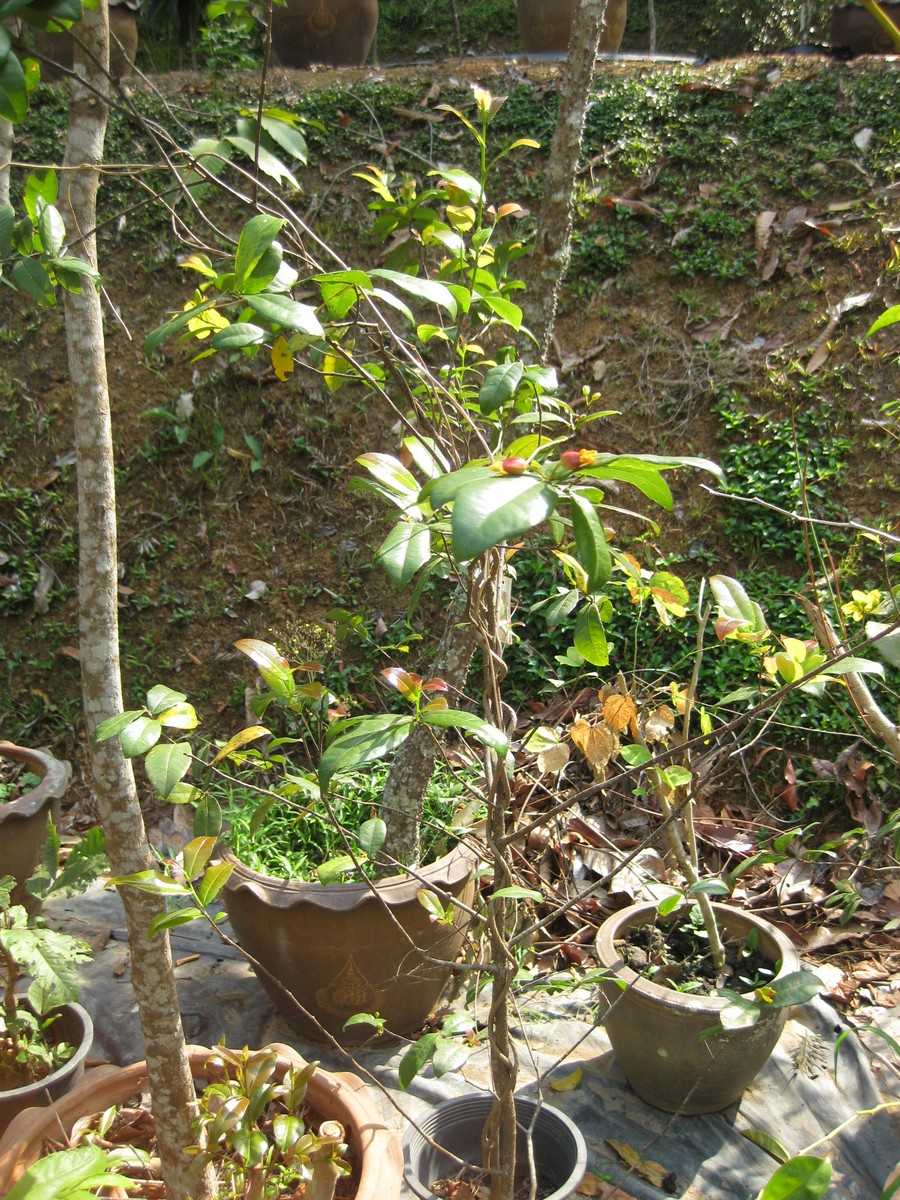
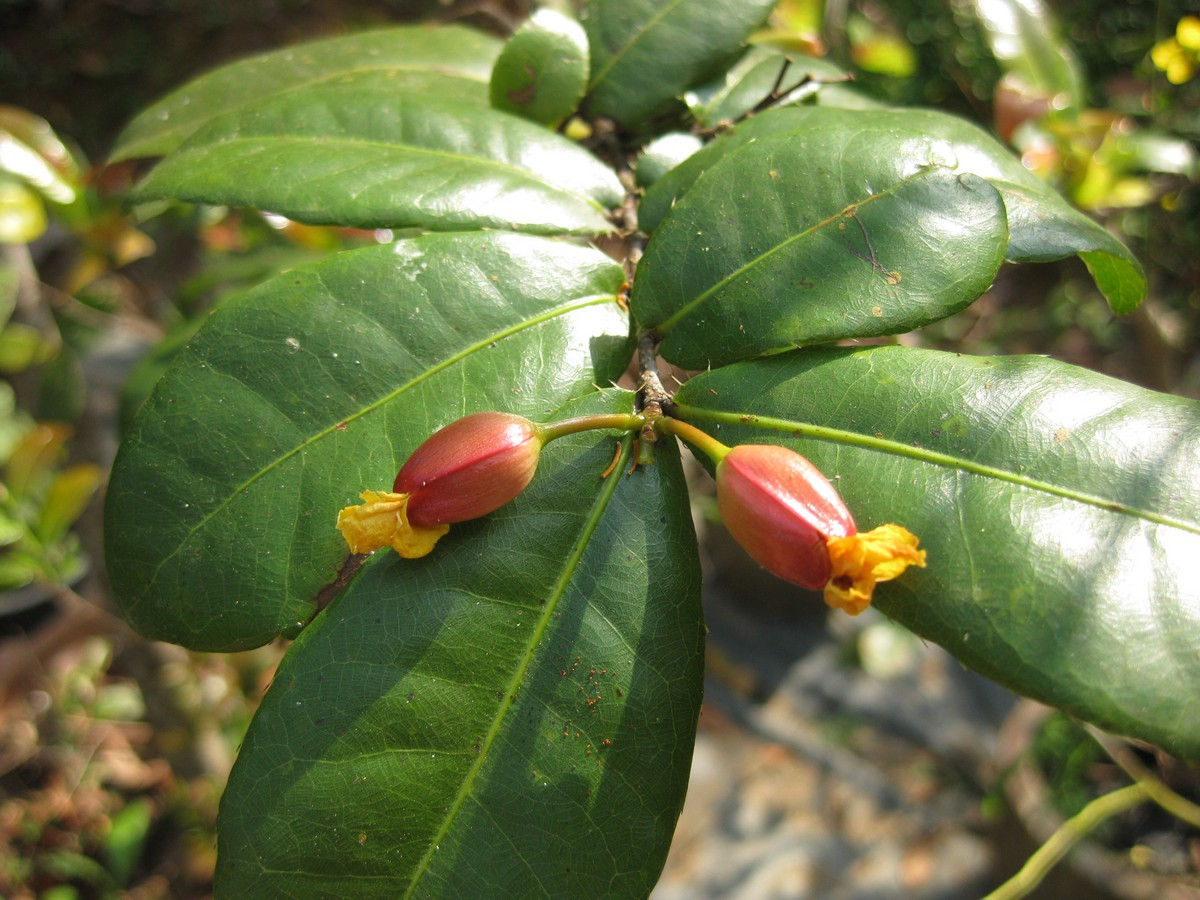
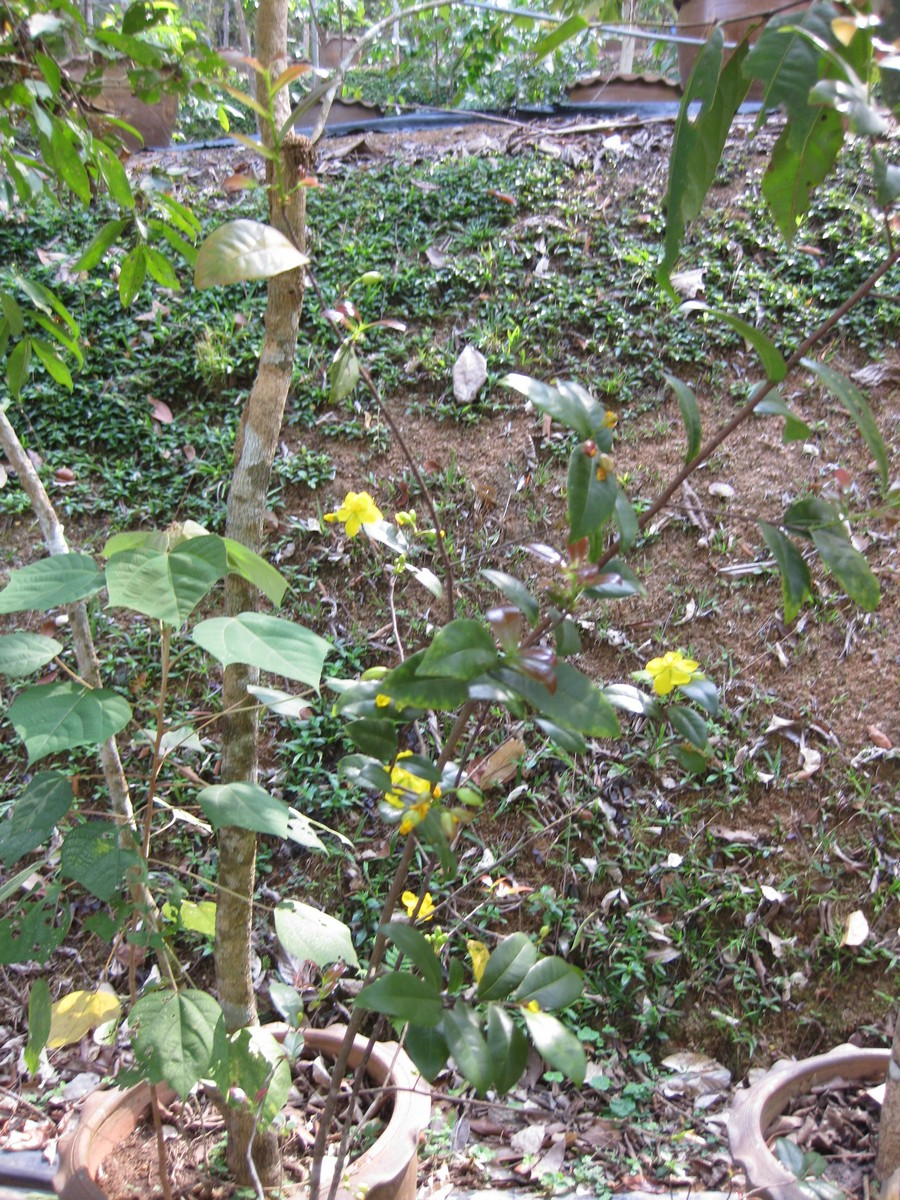
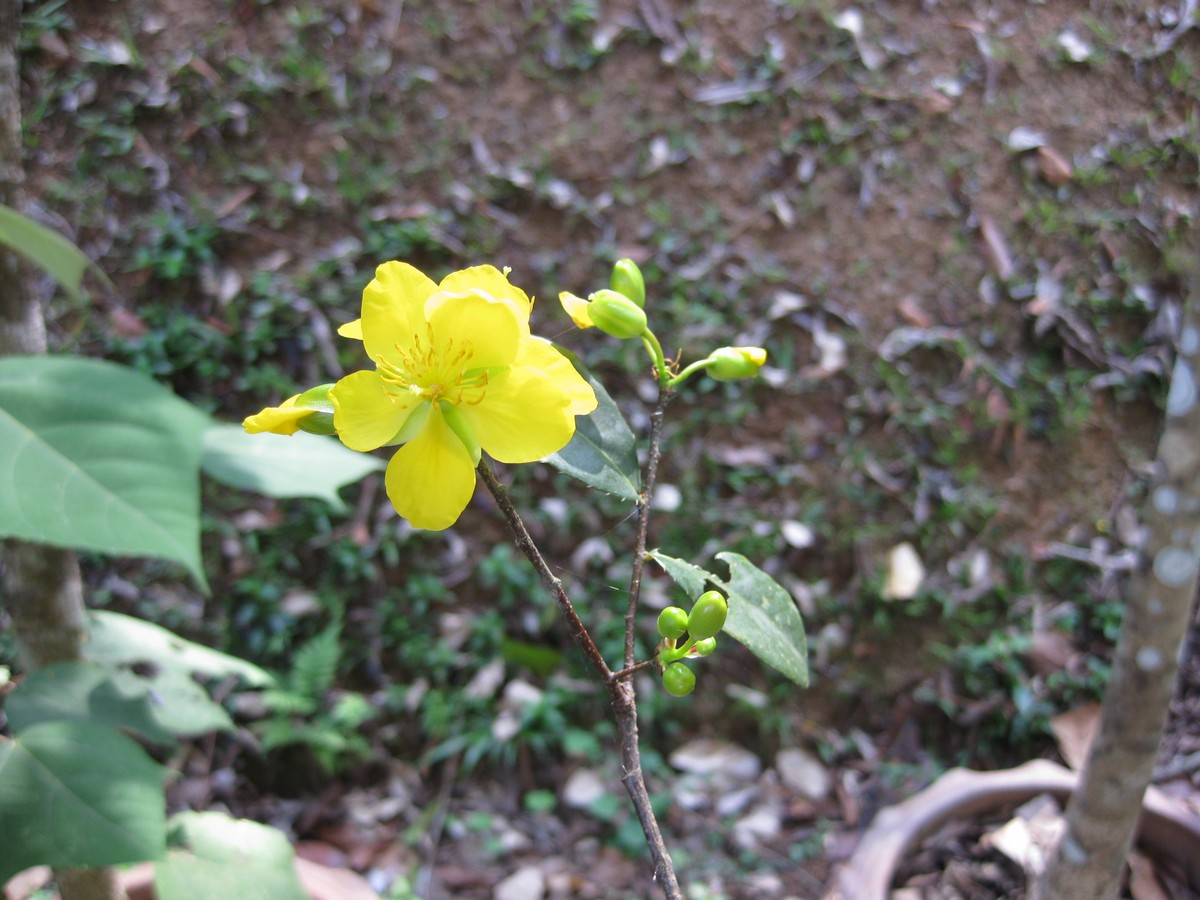

## Répartition
Somalie, Kenya, Tanzanie

## Utilisation
Cultivée à des fins ornementales.